# Thommy Berggren
Pour les articles homonymes, voir Berggren.
Ne doit pas être confondu avec Tommy Berggren.
Tommy Berggren, dit Thommy Berggren, est un acteur suédois, né le 12 août 1937 à Mölndal (province de Västergötland).
Il est notamment connu pour sa collaboration régulière avec le cinéaste Bo Widerberg.

## Biographie

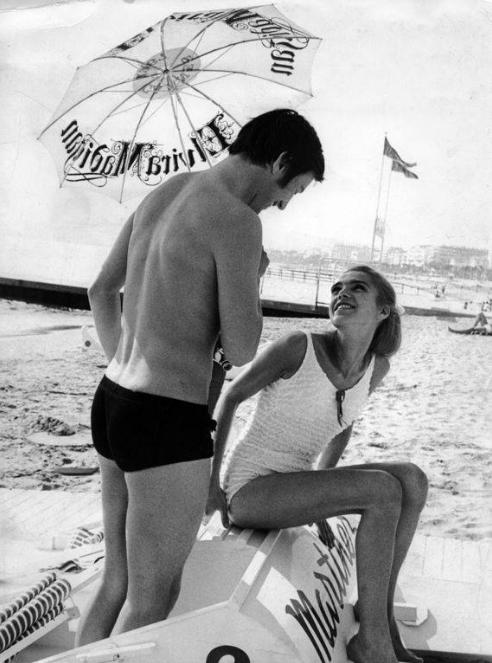
Thommy Berggren et Pia Degermark lors du Festival de Cannes 1967 lors de la présentation du film Elvira Madigan.

Fils d'un marin aux opinions socialisantes, fortement impliqué dans le mouvement syndical, Thommy Berggren a une enfance difficile : natif d'un quartier populaire pauvre, il contracte, à sa naissance, une pneumonie et doit être hospitalisé pendant une année. En outre, son père souffre d'alcoolisme chronique.
Comme celui-ci, Thommy Berggren devient marin, mais il s'inscrit aussi à des cours d'art dramatique et intègre bientôt la troupe du Théâtre de Göteborg, pour lequel il se produit sur scène jusqu'en 1961. Il est engagé, à partir de cette époque, par le Théâtre dramatique royal de Stockholm.
Ses débuts cinématographiques s'effectuent au cours de cette même année : Torgny Anderberg lui donne un rôle dans La Nacre (Pärlemor).
En 1963, il tourne avec Harriet Andersson le premier long métrage du cinéaste finlandais Jörn Donner, Un dimanche de septembre (En söndag i september).
C'est, toutefois, Bo Widerberg qui lui offre une vraie chance : il devient son acteur d'élection avec Le Péché suédois (Barvagnen, 1962), Le Quartier du corbeau (Kvateret Korpen, 1963), Elvira Madigan (1967) et surtout Joe Hill (1971). Sous sa direction, Thommy Berggren tourne six longs métrages, un court métrage et un téléfilm.
Le réalisateur Stefan Jarl a consacré un documentaire sur la vie de l'acteur : Muraren (2002).

## Filmographie
Sauf indication contraire, les informations mentionnées dans cette section peuvent être confirmées par les bases de données cinématographiques  présentes dans la section « Liens externes ».

### Cinéma
- 1961 : La Nacre (Pärlemor) de Torgny Anderberg : Jan Waebel
- 1962 : Le Péché suédois (Barvagnen) de Bo Widerberg : Björn
- 1963 : Le Quartier du corbeau (Kvateret Korpen) de Bo Widerberg : Anders
- 1963 : Un dimanche de septembre (En söndag i september) de Jörn Donner : Stig
- 1965 : Amour 65 de Bo Widerberg : l'acteur
- 1966 : Heja Roland! de Bo Widerberg : Roland Jung
- 1967 : Elvira Madigan de Bo Widerberg : Sixten Sparre
- 1968 : Svarta palmkronor de Lars-Magnus Lindgren : Colett
- 1970 : Les Derniers Aventuriers (The Adventurers) de Lewis Gilbert : Serguei Nikovitch
- 1971 : Joe Hill de Bo Widerberg : Joe Hill
- 1976 : Giliap de Roy Andersson : Giliap
- 1979 : Kristoffers hus de Lars Lennart Forsberg : Kristoffer
- 1980 : Rött och svart (court métrage) de Bo Widerberg
- 1982 : Ciel brouillé (Brusten Himmel) d'Ingrid Thulin : Axel
- 1983 : Une colline sur la face sombre de la lune (Berget på månens baksida) de Lennart Hjulström : Maxime Kovalovski
- 1986 : La Sposa americana de Giovanni Soldati : Edoardo
- 1992 : Les Enfants du dimanche (Söndagsbarn) de Daniel Bergman : Erik Bergman
- 1995 : Stora och sma män d'Åke Sandgren : Révérend Flodin
- 1998 : Glasblasarns barn d'Anders Grönros : l'empereur
- 2003 : Kontorstid de Tomas Alfredson : Gil

### Télévision
- 1962 : Generalskan de Bengt Lagerkvist (téléfilm) : le fils
- 1969 : Mademoiselle Julie (Fröken Julie) de Keve Hjelm (téléfilm) : Jean
- 1979 : La Dame de la mer (Fruen fra havet) de Per Bronken (téléfilm)
- 1980 : La Dame de chez Maxim (Räkan fran Maxim) de Hans Alfredson (téléfilm) : Dr. Petypon
- 1985 : August Strindberg: Ett liv de Johan Bergenstrahle et Kjell Grede (mini série) : August Strindberg
- 1986 : Gösta Berlings saga de Bengt Lagerkvist (mini série) : Gösta Berling
- 1987 : Hjärtat de Jon Lindström (téléfilm) :
- 1988 : En far de Bo Widerberg (téléfilm) : le Rittmeister
- 1992 : Maskeraden de Jan Bergman (téléfilm) : Gustave III
- 1994 : Oncle Vanya (Onkel Vanja) de Björn Melander (téléfilm) : Oncle Vanya
- 1999 : Offer och gärningsmän de Tomas Alfredson (série) : Fredrik Berg

## Distinctions
Sauf indication contraire, les informations mentionnées dans cette section peuvent être confirmées par les bases de données cinématographiques  présentes dans la section « Liens externes ».

### Récompenses
- Prix Guldbagge 1966 : meilleur acteur pour Heja Roland!
- Festival de Taormine 1984 : Prix d'interprétation avec Gunilla Nyroos pour Une colline sur la face sombre de la lune
- Prix Guldbagge 1999 : meilleur acteur dans un second rôle pour Glasblasarns barn

### Nominations
- Prix Guldbagge 1993 : meilleur acteur pour Les Enfants du dimanche
- Prix Guldbagge 1996 : meilleur acteur dans un second rôle pour Stora och sma män